# ولادینیا
ولادینیا (به لاتین: Vladinya) یک منطقهٔ مسکونی در بلغارستان است که در شهرستان لووچ واقع شده‌است.